# Order Lwa Palatyńskiego
Order Lwa Palatyńskiego (niem. Orden vom Pfälzer Löwen), Order Elektorski Rycerski Lwa Palatyńskiego (Kurfürstlicher Ritterorden vom Pfälzischen Löwen) – order zasługi, jednoklasowe odznaczenie Palatynatu Reńskiego, będącego od 1777 w unii personalnej z Elektoratem Bawarii. Order miał tylko dwóch Wielkich Mistrzów, fundatora (1 stycznia 1768 na 20-lecie panowania) Karola IV Teodora i Maksymiliana IV Józefa, który zastąpił go w 1808 Orderem Zasługi Korony Bawarskiej. Przyznawany był za 25 lat służby dla elektora, na wielkiej wstędze z haftowaną gwiazdą, a odznaczeni otrzymywali tytuł „Kawalera” (Ritter). Brytyjczycy znali order pod nazwą Order Lwa Bawarskiego (Order of the Lion of Bavaria).

## Odznaczeni
M.in.
Bawarczycy:
- Jan Wittelsbach
- Karol II August Wittelsbach
- Karol IV Teodor Wittelsbach
- Maksymilian IV Józef Wittelsbach
- Wilhelm Wittelsbach

Francuzi:
- Jean-Baptiste Drouet
- Pierre Louis Dupas
- Gabriel de Hédouville
- Pierre-Augustin Hulin
- François Christophe Kellermann
- Dominique-Louis-Antoine Klein
- Charles Lefebvre-Desnouettes
- Michel Ordener
- Pierre Claude Pajol
- Jean Rapp

Polacy:
- Ignacy Feliks Morawski
- Karol Morawski
- Józef Sołtyk
- Ignacy Sułkowski
- Jan Amor Tarnowski

Rosjanie:
- Aleksandr Suworow